# Tillandsia 'Gorgon'
Tillandsia 'Gorgon' es un cultivar híbrido del género Tillandsia perteneciente a la familia Bromeliaceae.
Es un híbrido creado con las especies Tillandsia streptophylla × Tillandsia pseudobaileyi.